# Петер Юхас
Петер Юхас (угор. Péter Juhász; 3 серпня 1948, Лученець — 29 березня 2024) — угорський футболіст, що грав на позиції захисника.
Виступав, зокрема, за клуб «Уйпешт», з яким став семиразовим чемпіоном Угорщини, а також національну збірну Угорщини.

## Клубна кар'єра
У дорослому футболі дебютував 1968 року виступами за команду «Уйпешт», в якій провів вісім сезонів, взявши участь у 148 матчах чемпіонату. За цей час сім разів виборював титул чемпіона Угорщини в сезонах 1969, 1970, 1970/71, 1971/72, 1972/73, 1973/74 і 1974/75, а також одного разу віце-чемпіоном у сезоні 1968 року. також виграв Кубок Угорщини в 1969, 1971 і 1975 роках. У 1969 році він дійшов з командою до фіналу Кубка ярмарків, але не з'явився у фінальних матчах проти «Ньюкасл Юнайтед» (0:3, 2:3).
Згодом з 1976 по 1982 рік грав у складі інших вищолігових команд «Татабанья» та «Волан», а завершував кар'єру у нижчолігових клубах.

## Виступи за збірну
4 квітня 1971 року дебютував в офіційних матчах у складі національної збірної Угорщини в товариській грі проти Австрії (2:0).
У складі збірної був учасником чемпіонату Європи 1972 року у Бельгії, де зіграв в обох матчах — півфіналі з Радянським Союзом (0:1) і за 3-тє місце з Бельгією (1:2), а його команда посіла останнє четверте місце. Через місяць поїхав з командою був учасником футбольного турніру на Олімпійських іграх 1972 року у Мюнхені, де разом з командою здобув «срібло», зігравши в шести іграх, в тому числі і у програній фінальній грі проти Польщі (1:2).
Загалом протягом кар'єри в національній команді, яка тривала 3 роки, провів у її формі 24 матчі, забивши 1 гол.

## Титули і досягнення
- Чемпіон Угорщини (7):

«Уйпешт»: 1969, 1970, 1970/71, 1971/72, 1972/73, 1973/74, 1974/75
- Володар Кубка Угорщини (3):

«Уйпешт»: 1969, 1970, 1974/75